# 吳壇
吳壇（1724年—1780年），字紫庭，號椒堂，山東海豐人，清代政治人物、法學家。

## 生平
吳壇出生法律世家，父親吳紹詩在刑部任職二十餘年，官至刑部尚書。吳壇繼承家學，乾隆二十六年（1761年）中二甲第二十三名進士後授刑部主事，後升刑部郎中。乾隆三十二年（1767年）擢江蘇按察使，乾隆三十五年（1770年）遷江蘇布政使。乾隆三十七年（1772年）出任刑部右侍郎。乾隆三十九年（1774年）因涉太監高雲從案被革職，降爲刑部主事，次年又任刑部郎中。乾隆四十四年（1779年）任江南河庫道，旋升江蘇布政使。次年升任江蘇巡撫，誥授光祿大夫。但不久就因積勞成疾，病逝於任上，終年57歲。
吳壇精於刑律，著有《大清律例通考》，對《大清律例》436律條、1508條例進行了考釋。該書於光緒十二年（1886年）由其玄孫吳重憙刻行。

## 家庭
吳壇爲海豐吳氏第十四世，吳紹詩次子，吳紹謨嗣子。兄吳垣爲乾隆十七年（1752年）壬申科舉人，官至湖北巡撫。子吳之勷爲乾隆四十四年（1779年）己亥科舉人，官至安襄鄖荊兵備道。

## 延伸閱讀
[在维基数据编辑]
 《清史稿/卷321》